# Воля-Блякова
Воля-Блякова (пол. Wola Blakowa) — село в Польщі, у гміні Льґота-Велька Радомщанського повіту Лодзинського воєводства.
Населення — 721 особа (2011).
У 1975-1998 роках село належало до Пйотрковського воєводства.

## Демографія
Демографічна структура станом на 31 березня 2011 року:
|          | Загалом | Допрацездатний вік | Працездатний вік | Постпрацездатний вік |
| -------- | ------- | ------------------ | ---------------- | -------------------- |
| Чоловіки | 364     | 90                 | 236              | 38                   |
| Жінки    | 357     | 62                 | 206              | 89                   |
| Разом    | 721     | 152                | 442              | 127                  |